# Unai Barandalla
Unai Barandalla Luque (Bilbao, 15 de marzo de 2002) es un jugador de baloncesto español que actualmente pertenece a la plantilla del CD Huelva Baloncesto de la Segunda FEB. Con 1,95 metros de altura juega en la posición de alero.

## Trayectoria
Unai es un alero formado en las categorías inferiores de Unamuno y Bilbao Basket. En la temporada 2020-21, forma parte de la plantilla del Fundación Bilbao Basket de la Primera Nacional.
En la temporada 2021-22, juega en el Club Baloncesto Santurtzi de la Liga EBA.
En la temporada 2022-23, regresa al Fundación Bilbao Basket de la Liga EBA.
El 4 de enero de 2023, hace su debut en Liga ACB en un encuentro de la jornada frente al Unicaja Málaga en el que disputaría un minuto y 14 segundos de la derrota por 92 a 79. Durante el resto de la temporada 2022-23, disputó 12 partidos de negro, 11 de ellos en ACB y uno en la Basketball Champions League. 
El 19 de septiembre de 2023, es confirmado como jugador de la primera plantilla del Bilbao Basket de la Liga ACB para la temporada 2023-24.
El 14 de julio de 2024, firma por el CD Huelva Baloncesto de la Segunda FEB.